# Музеј града Стокхолма
Музеј града Стокхолма (швед. Stadsmuseet i Stockholm ) је музеј који документује, чува и излаже историју Стокхолма. Музеј је смештен у Седра Стадсхусет у подручју Слусену, на Содермалму. Зграда је завршена 1685. године. Током 1930-их, музеј се уселио и отворен је за јавност 1942. Музеј је највећи градски музеј у Шведској и садржи збирке које укључују 300.000 предмета од историјског значаја; 20.000 уметничких дела и 3 милиона фотографија. Градски музеј затворен је због реновирања 12. јануара 2015. и поново је отворен 27. априла 2019.
Музејом управља Одсек за културна питања и спорт града Стокхолма. Градски музеј, Музеј средњовековног Стокхолма и Стокхолмиа Издавач (који објављује књиге о Стокхолму и историји Стокхолма) раде као једно одељење у оквиру одсека. Све политичке одлуке доноси специјалистичка комисија за питања културе.
Једна од јединица музеја – Одељење за културну баштину – „Kulturmiljöenheten“ – је културно-историјски орган града Стокхолма у вези са предлозима за планирање града, конверзијом зграда, рушењем и другим променама визуелног изгледа града.

## Изложбе
Музеј има две сталне изложбе, једну под називом „Стокхолмска изложба – заснована на истинитој причи“. Први део ове изложбе у Стокхолму отворен је 2010. године. Прича о историји Стокхолма од првих знакова насеља до будућих идеја деце. Реч је о зградама, улицама, парковима и води, као и о становницима који град испуњавају животом. На изложби можете пронаћи и јединствену слику Стокхолма током 17. века. Други део „Стокхолмске изложбе“ отворен је у априлу 2011. године. Фокусира се на каснији део историје Стокхолма. Изложба вас води на четири различите локације у Стокхолму и прича њихову причу; Слусен, Естермалмсторг, Кунгстрадгарден и Сергелс торг.
Друга стална поставка је „О кућама – архитектура и очување зграда у Стокхолму“. Изложба води посетиоца кроз различите историјске стилове градње и приказује примере од краја прошлог века до 1970-их година. Међу кухињским ормарићима, тапетама и квакама на вратима стичу се сазнања о ономе што је типично за то време и у многим случајевима вредно очувања. Кућа са историјском вредношћу је нешто чиме се треба поносити и вреди бринути за будућност.
Осим сталне поставке и главних изложби, музеј најчешће има и неколико мањих изложби, попут фотографских.

## Градске шетње
Аба Градска шетња - Пешачка тура по земљи групе Аба и Стокхолму 1970-их. Почевши од Градске куће где је Бени наступио први пут, турнеја се наставља преко хотела Шератон, једног од многих места где су снимљени видео снимци групе Аба, и једног од најистакнутијих градских знаменитости из 1970-их.
Миленијумска шетња Стига Ларсона - Пратите кораке Микаела Бломквиста и Лизбет Саландер док добијате додатне информације о ликовима и аутору. Шетња почиње од Белмангатан 1, где живи Микаел Бломквист, затим пролази поред редакције Миленијума, луксузног стана Лизбет Саландер и многих других локација које се помињу у књигама и филмовима. На путу ћете такође сазнати више о историјском и савременом Стокхолму и његовим становницима.

## Меркур
Макета планете Меркур у дворишту музеја део је шведског соларног система – највећег модела Сунчевог система на свету. Огромна сферна спортска арена Авичи Арена у Стокхолму представља сунце. Размера је 1:20.000.000 и – сходно томе – Меркур је 25 цм у пречнику на растојању од 2,9 км од арене (популарно Глобена). Модел се наставља ка северу кроз Шведску. Модел Меркура се загрева и увек је топао, ипак – Меркур је планета најближа Сунцу.

## Остало
Музеј има кафић и продавницу, а током лета се одржавају приредбе попут плесних вечери.